# Русиново (Ермолино)
Ру́синово — микрорайон города Ермолино Боровского района Калужской области России.
В недавнем прошлом Русиново являлось селом.

## История
История Русиново долгое время была тесно связана с историей Боровского Пафнутьева монастыря.
По материалам Рощинской церкви имеется легенда, что ближайшее от Пафнутьева монастыря село принадлежало потомку татарского баскака Русанову. Описана изначальная враждебность Русанова: «Однажды поднял он хлыст на старика Пафнутия, и рука его оцепенела в воздухе. С тех пор они ладили меж собой, и не удивительно, что село своё Русанов подарил монастырю. В дальнейшем оно называлось Русиново».
Из известных письменных источников впервые Русиново упоминается в «Приправочной книге по дозору Боровского уезда 1613 года». В ней упоминается монастырская вотчина сельцо Русиново с древним ветхим храмом Николы Чудотворца, перечисляются монастырские пашни и луга под покосы, пашни крестьянские да проросшие лесом пустоши.
С установлением династии Романовых растет богатство монастыря, расширяется территория его владений. Граница владений его с востока проходит между Русиново и Ермолино.
В конце 1940-х годов, когда посёлок Ермолино интенсивно разрастался, село вошло в его состав.